# Acacia muelleriana
Acacia muelleriana — вид квіткових рослин з родини бобових. Ареал: Австралія (Новий Південний Уельс, Квінсленд).

## Середовище
Він зустрічається в різних середовищах існування, як правило, навколо пісковика як частина сухих склерофілових лісових угруповань.

## Біоморфологічна характеристика
Це кущ або дерево, переважно досягає висоти від 1,5 до 8 метрів і має від кутастих до округлих у перерізі, голі гілочки з гладкою сірою корою. Ниткоподібні та голі листки мають хребет розміром від 0,7 до 2 см і одну або дві, а іноді й три пари перистих частин, які складаються з чотирьох-десяти пар широко розташованих перистих частин лінійної форми завдовжки від 8 до 37 мм і вшир від 0,5 до 1,5 мм. Рослина цвіте між серпнем і груднем і дає прості суцвіття, які складаються з кінцевих волотей із сферичними квітковими головами діаметром від 3 до 5 мм, які містять від 5 до 14 квіток кремового кольору. Тонкі та голі стручки більш-менш плоскі, від прямих до вигнутих і нерівномірно звужені між насінням. Стручки мають довжину від 2,5 до 13 см і ширину від 5,5 до 7 мм, містять поздовжньо розташоване насіння.